# Ilm-ud-din
Ilm Deen ou Ilm-ud-din, né le 4 décembre 1908 à Lahore et mort le 31 octobre 1929 à la prison centrale (en) de Mianwali, est un charpentier Indien, connu pour avoir assassiné l'éditeur de livres Mahashe Rajpal après la publication du livre Rangila Rasul, perçu comme désobligeant à l'égard de Mahomet par la communauté musulmane.

## Contexte
En 1923, Rajpal publie un pamphlet anonyme intitulé Rangila Rasul, contenant un recensement des hadiths de Bukhari, entre autres sources, accompagnés, selon ses détracteurs, de commentaires "salaces". Rangila Rassoul se présentait en surface comme un texte lyrique et élogieux  sur Muhammad et ses enseignements, mais le désignait par exemple comme une "personne expérimentée" en raison de ses "nombreuses épouses", en contraste avec le Brahmacarya et l'ascétisme des saints Hindous.
Les différentes sections indiennes de la communauté musulmane initièrent un mouvement, exigeant que le livre soit interdit. En 1927, l'administration du Raj Britannique promulgue une loi interdisant les insultes visant les fondateurs et les dirigeants des communautés religieuses.

## Meurtre
Le 6 septembre 1929, Ilm Deen achète au bazar un poignard pour une roupie. Il le cache dans son pantalon et attend Rajpal dans la boutique de celui-ci. Lorsque Rajpal entre, Ilm Deen le poignarde à la poitrine et le tue. Ilm Deen ne fera aucune tentative pour s'échapper. Il est arrêté par la police et mis en détention à la prison centrale (en) de Mianwali.

## Procès et exécution
Fier de son acte, Ilm-ud-din admet ouvertement sa culpabilité et assume avoir assassiné en pleine conscience, en raison d'une provocation extrême de la part de Rajpal. Deux témoins de l'accusation confirment également sa culpabilité. Muhammad Ali Jinnah, à ce moment éminent avocat Indien, et plus tard, fondateur du Pakistan, interjette appel à la Haute Cour de Lahore (en) au motif qu'Ilm-ud-din était un homme de 19 ou 20 ans, et qu'il était affecté par un sentiment de vénération pour le fondateur de sa foi. Il demande que la peine de mort soit commuée en prison à perpétuité. Cette demande est rejetée (faisant de cette affaire la seule que Jinnah ait jamais perdue). Ilm-ud-din est déclaré coupable, condamné à la peine de mort selon le Code Pénal Indien (en), et exécuté par pendaison, le 31 octobre 1929, dans l'enceinte de la prison centrale (en) de Mianwali.

## Funérailles
Des millions de personnes assistèrent à ses funérailles, le 14 novembre 1929 à Lahore. Son corps exhumé pour l'occasion était intact et le linceul qui l'enveloppait n'avait pas changé de couleur, quinze jours après sa pendaison. Le père d'Ilm-ud-din demanda à Allama Mohamed Iqbal - considéré comme le père spirituel du Pakistan - de diriger la prière funéraire de son fils. Allama Mohamed Iqbal répondit qu'étant pécheur, il n'était « pas assez compétent pour diriger la prière funéraire d'un tel guerrier ». Mais au moment de placer le corps d'Ilm-ud-din dans sa tombe, il déclara en sanglotant : « Nous ne faisions que parler, le fils du charpentier nous a surpassés en défendant la gloire de la religion. ». Il jeta ainsi les bases d'une société où les lois sur le blasphème entravent ouvertement la liberté d’expression.